# PCHL 1949/50
Die Saison 1949/50 war die 14. reguläre Saison der Pacific Coast Hockey League (PCHL). Meister wurden die New Westminster Royals.

## Teamänderungen
Folgende Änderungen wurden vor Beginn der Saison vorgenommen:
- Die Portland Eagles änderten ihren Namen in Portland Penguins.
- Die Victoria Cougars wurden als Expansionsteam in die Liga aufgenommen.

## Reguläre Saison

### Abschlusstabellen
Abkürzungen: GP = Spiele, W = Siege, L = Niederlagen, T = Unentschieden, GF = Erzielte Tore, GA = Gegentore, Pts = Punkte

#### North Division
|                        | GP | W  | L  | T  | GF  | GA  | Pts |
| ---------------------- | -- | -- | -- | -- | --- | --- | --- |
| New Westminster Royals | 71 | 36 | 19 | 16 | 291 | 233 | 88  |
| Tacoma Rockets         | 70 | 34 | 27 | 9  | 302 | 238 | 77  |
| Vancouver Canucks      | 70 | 33 | 28 | 9  | 300 | 263 | 75  |
| Seattle Ironmen        | 70 | 32 | 27 | 11 | 212 | 237 | 75  |
| Portland Penguins      | 71 | 32 | 30 | 9  | 237 | 229 | 73  |
| Victoria Cougars       | 70 | 22 | 42 | 6  | 218 | 307 | 50  |

#### South Division
|                         | GP | W  | L  | T  | GF  | GA  | Pts |
| ----------------------- | -- | -- | -- | -- | --- | --- | --- |
| San Francisco Shamrocks | 71 | 35 | 27 | 9  | 266 | 233 | 79  |
| Los Angeles Monarchs    | 70 | 30 | 30 | 10 | 259 | 247 | 70  |
| San Diego Skyhawks      | 70 | 27 | 33 | 10 | 211 | 236 | 64  |
| Fresno Falcons          | 70 | 21 | 35 | 14 | 197 | 239 | 56  |
| Oakland Oaks            | 29 | 10 | 14 | 5  | 78  | 109 | 25  |